# Ларс Собі Крістенсен
Ларс Собі Крістенсен (норв. Lars Saabye Christensen; 21 вересня 1953, Осло) — норвезький письменник.

## Біографія
Собі Крістенсен виріс в Скільбеку (район Осло), але потім багато років жив у Сортланні, в Нур-Норзі. Ці місця сильно повпливали згодом на його творчість і зустрічаються майже в усіх його роботах. В наш час письменник повернувся в Осло, а точніше, в передмістя. Він наполовину данець, має данське, а не норвезьке громадянство і був призваний на воїнську службу в Данію; але пише він норвезькою мовою.
Собі Крістенсен вивчав літературу, норвезьку мову, історію мистецтва та історію ідей. Поетична збірка «Історія Глу», яка вийшла у 1976 році, приніс йому премію Тарьея Весоса за найкращий дебют; проте найпершою його книгою стала збірка віршів «Grønt lys» («Зелене світло»), виданий ним самостійно в 19 років.
Собі Крістенсен є автором ряду творів, збірників і п'єс, а також декількох сценаріїв до фільмів; але в першу чергу він відомий як автор розповідей і романів. Свій перший роман «Amatøren» він написав через рік після дебюту, однак слава прийшла до нього(в тому числі і за межами Норвегії), тільки в 1984 після публікації роману «Бітлз». За цю книгу Собі Крістенсен отримав премію видавництва «Каппелен». Ще через декілька років вийшов роман «Герман», який отримав премії Асоціації норвезьких критиків.
В 2001 року (до 25-річчя ювілею неймовірно продуктивної творчості) вийшов роман «Напівбрат». Окрім різноманітних нагород, він приніс автору премію Браги і Літературну премію Північної ради. «Напівбрат» був виданий тиражем понад 200 000 екземплярів і продається в 22 країнах світу.
Протягом багатьох років він був штатним рецензентом журналу «Каппелен» антології дебютів «Signaler» протягом ряду років, Собі Крістенсен багато допомагав початківцям які мали літературний талант.
Ларс Собі Крістенсен є членом Норвезької Академії мов і літератури.
В 2006 він став командором Ордену Святого Олафа, а в 2008 — кавалер французького Ордена мистецтв і літератури. В 2010 п'єса Крістенсена «Chet spiller ikke her», поставлена в Норвезькому національному театрі, була номінована на премію Ібсена.

## Norsk Utflukt
З 1993 року Собі Крістенсен є учасником гурту Norsk Utflukt, на виступах якого він читає свої вірші. На даний момент Norsk Utflukt випустив чотири альбоми:
- «Med lyset på» (1993)
- «Diger og gul» (1997)
- «Det blå arret» (2002)
- «Tida som går» (2004)

## Твори
- «Historien om Gly» («Історія Глу») (1976) — збірка віршів
- «Ordbok»(1977) — збірка віршів
- «Amatøren» (1977) — роман
- «Kamelen i mitt hjerte» (1978) — збірка віршів
- «Jaktmarker» (1979) — збірка віршів
- «Billettene» (1980) — роман
- «Jokeren» (1981) — роман
- «Paraply» (1982) — збірка віршів
- «Beatles» («Бітлз») (1984) — роман
- «Blodets bånd» (1985) — роман
- «Åsteder» (1986) — збірка віршів
- «Colombus ankomst» (1986) — п'єса
- «Sneglene» (1987) — роман
- «Herman» («Герман») (1988) — роман
- «Stempler» (1989) — збірка віршів
- «Vesterålen» (1989) — збірка віршів
- «Bly» (1990) — роман
- «Gutten som ville være en av gutta» (1992) — роман

- «Mekka» (1994) — драма
- «Jubel» (1995) — роман
- «Den andre siden av blått. Et bildedikt fra Loften og Vesterålen.» (1996) — збірка віршів (співавтор)
- «Den misunnelige frisøren» (1997) — збірка розповідей
- «Noen som elsker hverandre» (1999) — збірка розповідей
- «Pasninger» (1999) — збірка розповідей
- «Falleferdig himmel» (1999) — збірка віршів
- «Kongen som ville ha mer enn en krone» (1999) — книга для дітей (співавтор)
- «Under en sort paraply» (1999) — збірка віршів.
- «Mann for sin katt» (2000) — книга для дітей (із ілюстраціями Руни Юхана Андерссона)
- «Pinnsvinsol» (2000) — сбірка віршів
- «Halvbroren» («Напівбрат») (2001) — роман
- «Maskeblomstfamilien» (2003) — роман
- «Sanger og steiner» збірка віршів
- «SATS» (2003) — збірка оповідань
- «Oscar Wildes heis» (2004) — збірка розповідей
- «Modellen» (2005) — роман
- «Norske omveier — i blues og bilder» (2005) — збірка віршів (із фотографіями Bård Løken)
- «Saabyes cirkus» («Цирк Крістенсена») (2006) — роман
- «Den arktiske drømmen» (2007) — фотоальбом
- «Ordiord» (2007) — книга для дітей (із ілюстраціями Руні Юхана Андерссона)
- «Bisettelsen» (2008) — роман
- «Visning» (2009) — роман
- «Men buicken står der fremdeles» (2009) — збірка віршів (написана у співпраці із Томом Стальсбергом, з ілюстраціями Ларса Ейвінда Бунеса)
- «Bernhard Hvals forsnakkelser» (2010) — роман
- «Mit danske album» (2010) — мемуари (в перекладі на данська Шарлоти Йорґенсен)